# Вакуумний вимикач

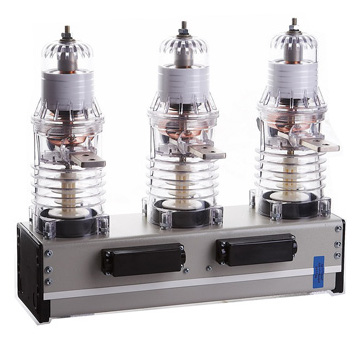
Вакуумний вимикач ВВ/TEL 6-10 кВ

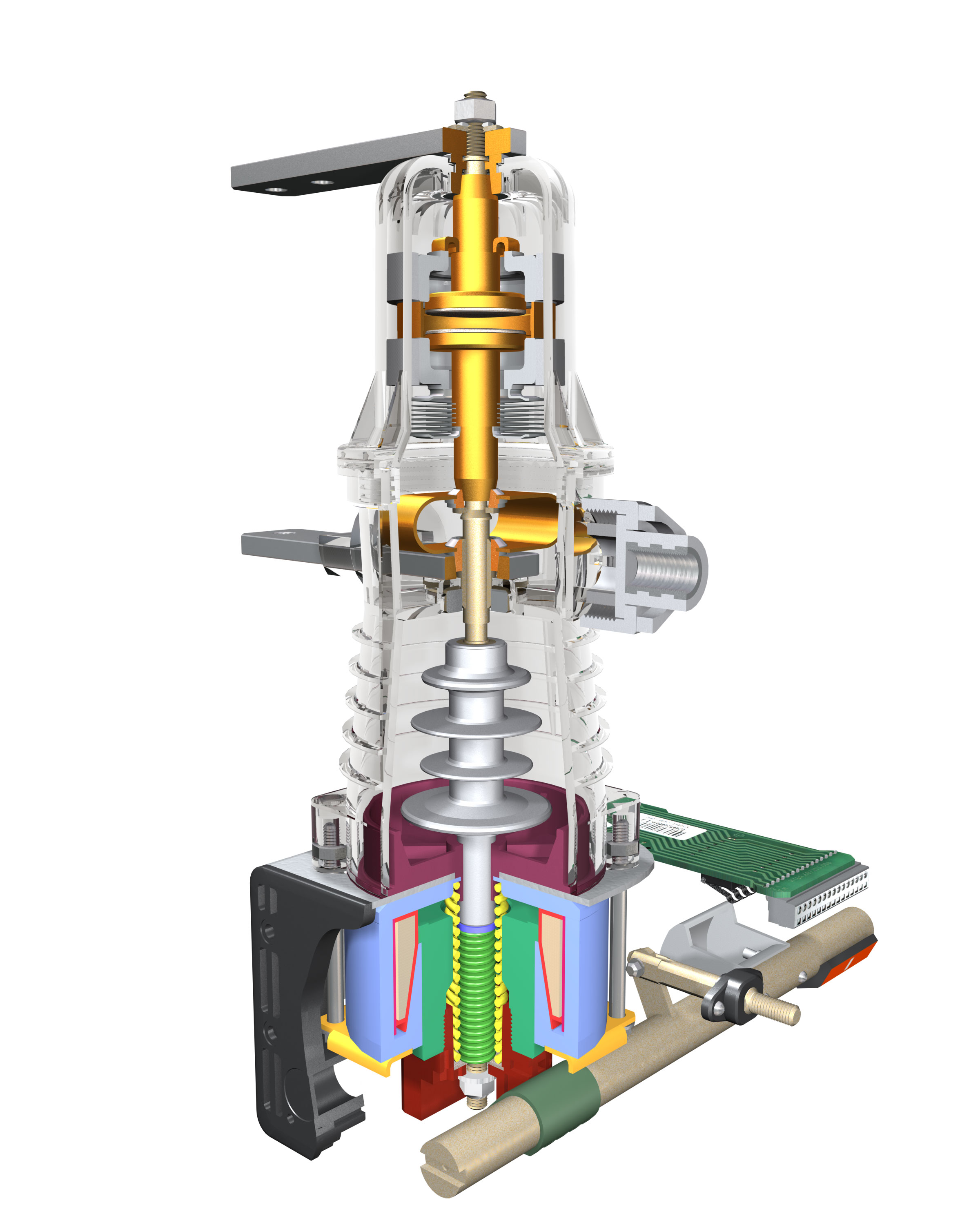
Розріз полюсу вакуумного вимикача ВВ/TEL 6-10 кВ

Вакуумний вимикач — високовольтний вимикач, в якому середовищем для гасіння електричної дуги є вакуум. Вакуумний вимикач призначений для комутацій (операцій вмикання-вимикання) електричного струму (номінального і струмів короткого замикання) в електроустановках.

## Історія створення
Перші розробки вакуумних вимикачів були розпочаті в 30-і роки XX століття, наявні тоді моделі вимикали невеликі струми за напруги до 40 кВ. Досить потужні вакуумні вимикачі в ті роки так і не були створені через недосконалість технології виготовлення вакуумної апаратури і технічних труднощів з підтримки глибокого вакууму у непроникній камері.
На початку XXI століття налагоджено промисловий випуск високонадійних швидкодійних вакуумних вимикачів, здатних вимикати великі струми в електричних мережах середньої (6, 10, 35 кВ) та високої напруги (в тому числі, до 220 кВ).

## Спосіб дії
Оскільки розріджений газ (10  -6 ... 10  -8  Н/см²) володіє електричною міцністю, що в десятки разів перевищує міцність газу за атмосферного тиску, то ця властивість широко використовується в високовольтних вимикачах: в них при розмиканні контактів в вакуумі відразу ж після першого проходження струму в електричній дузі через нуль ізоляція відновлюється, і дуга знов не запалюється. В мить розмикання контактів у вакуумному проміжку, комутований струм спричинює виникнення електричного розряду — вакуумної дуги, існування якої підтримується за рахунок металу, який випаровується з поверхні контактів у вакуумний проміжок. Плазма, утворена іонізованою парою металу, проводить електричний струм, тому струм протікає між контактами до миті його переходу через нуль. У момент переходу струму через нуль дуга гасне, а пари металу, що залишилися миттєво (за 7-10 мікросекунд) конденсуються на поверхні контактів і на інших деталях дугогасної камери, відновлюючи електричну міцність вакуумного проміжку. У той же час на розведених контактах відновлюється прикладена до них напруга.

## Різновиди вакуумних вимикачів
- Вакуумні вимикачі до 35 кВ;
- Вакуумні вимикачі вище 35 кВ;
- Вакуумні вимикачі навантаження;
- Вакуумні контактори до і понад 1000 В.